# Маркович, Ненад (трубач)
Не́над Ма́ркович (серб. Ненад Марковић; род. 1983, Нови-Сад) — сербский трубач.
Учился игре на трубе и валторне у своего отца, профессора Дубравко Марковича, а с 2001 г. в Высшей школе музыки Карлсруэ у Райнхольда Фридриха и Эдуарда Тарра;в дальнейшем совершенствовал своё мастерство в Берлинской высшей школе музыки имени Ханса Эйслера у Уильяма Формана. В 2002 г. выиграл Международный музыкальный конкурс Тромп в Эйндховене. Выступал как солист с симфоническими и духовыми оркестрам Сербии, Германии, Нидерландов, Швейцарии, Румынии, играет во франкфуртском Ensemble Modern. Участвует также в выступлениях группы музыкальной импровизации под руководством Жерара Буке. В 2012—2018 гг. художественный руководитель белградского ансамбля современной музыки «Студио 6».
Профессор Академии искусств Баня-Лукского университета.